# Le Pré-Saint-Gervais

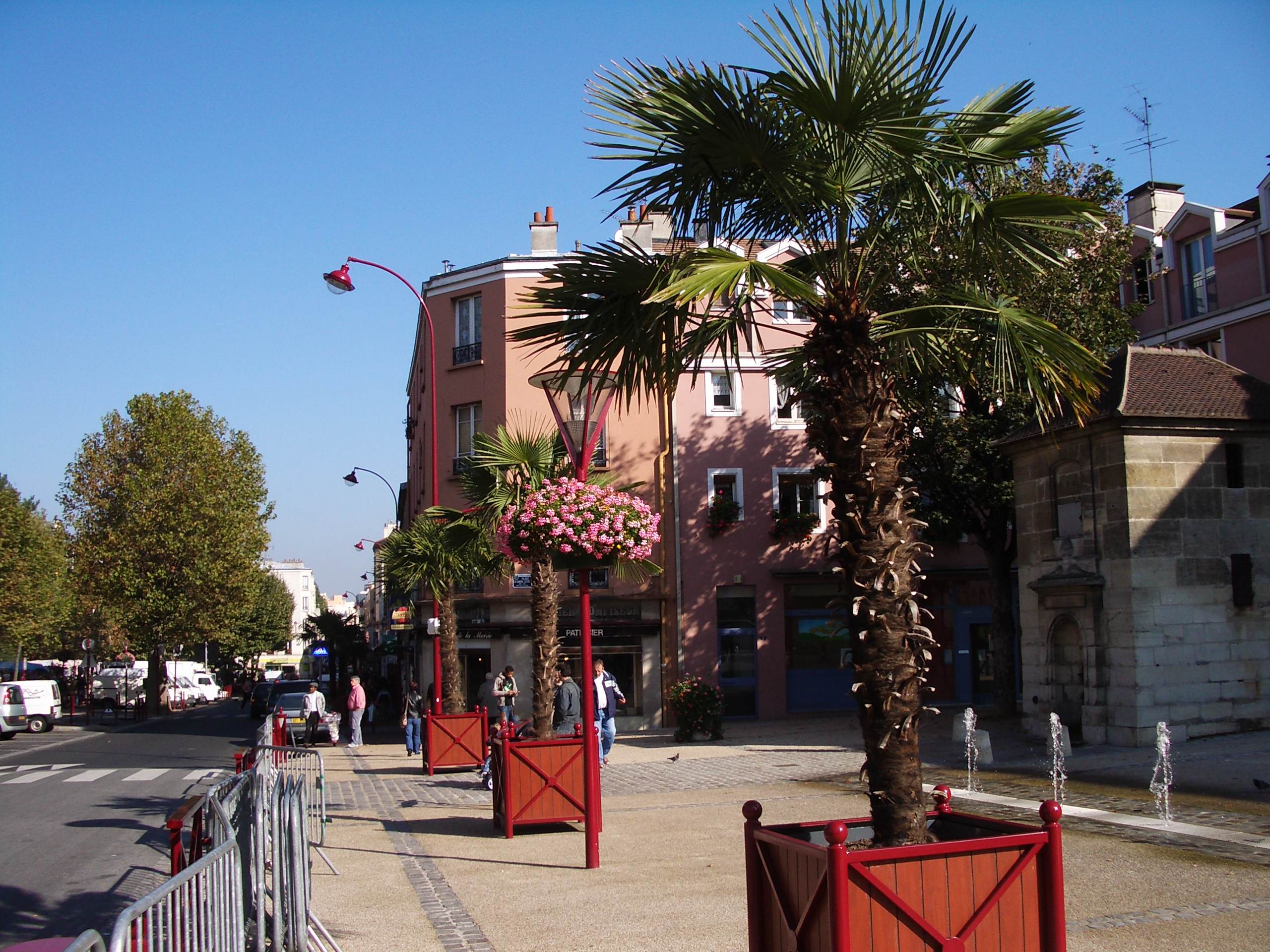
Rue André Joineau, Pré-Saint-Gervais.

Le Pré-Saint-Gervais é uma comuna francesa localizada no departamento de Seine-Saint-Denis, na região da Ilha de França.